# Talcott Parsons
Talcott Parsons (1902-1979) là nhà xã hội học người Mỹ, giáo sư của Đại học Harvard từ năm 1927 đến năm 1973. Ông sinh ngày 13 tháng 12 năm 1902 tại Colorado Springs, tiểu bang Colorado, Hoa Kỳ, mất vì một cơn đột quỵ vào ngày 8 tháng 5 năm 1979 tại Munich, Đức. 

## Tư tưởng của Talcott Parsons
Talcott Parsons là nhà nghiên cứu xã hội đã đưa ra học thuyết cơ cấu xã hội nổi tiếng về những nguyên lý cấu tạo nên cấu trúc xã hội, ông cho rằng cấu trúc xã hội chi phối toàn bộ xã hội, và hành vi con người tùy thuộc nhiều đến vai trò và địa vị xã hội; học thuyết này được xem như là dòng tư tưởng chủ đạo hình thành chủ nghĩa cấu trúc trong xã hội học.
Parsons dành nhiều thời gian và công sức để nghiên cứu và tìm hiểu điều kiện nào để giữ cho sự thống nhất của hệ thống xã hội khi phải đối mặt với những biến đổi môi trường, cũng như điều kiện nào để bảo đảm cho sự tồn tại của hệ thống. Ông lý luận rằng: trong đời sống xã hội, các khuôn mẫu của nó là sự quan hệ qua lại giữa ba mặt:
- Văn hóa - ý tưởng, và chuẩn mực được chia sẻ.
- Nhân cách - khí chất, thiên hướng, suy nghĩ, cảm xúc, những cái tạo nên động cơ cho hành động con người.
- Hệ thống xã hội - quan hệ giữa các cá nhân.

Để giữ sự thống nhất của hệ thống xã hội và bảo đảm cho sự tồn tại của hệ thống, Parsons cho rằng cần phải nhất thiết có điều kiện và yêu cầu sau:
- Hệ thống phải kết nối được với môi trường một cách hiệu quả và hệ thống đó phải duy trì được sự liên kết bên trong;
- Thích nghi - thể hiện sự huy động nguồn lực từ môi trường và phân bổ bên trong hệ thống;
- Theo đuổi mục tiêu - đây là yêu cầu thiết lập thứ tự các mục tiêu của hệ thống và huy động nguồn lực của hệ thống để đạt mục tiêu;
- Liên kết - sự điều phối và duy trì mối liên kết qua lại của các bộ phận;
- Duy trì khuôn mẫu.

Mỗi hệ thống xã hội có cách thức riêng để đáp ứng các yêu cầu chức năng trên, điều này được Parsons gọi là những đặc trưng có tính khuôn mẫu.